# Wotkińsk
Wotkińsk (ros. Воткинск, udmurcki Вотка) – miasto w europejskiej części Rosji, w Udmurcji. Około 96 tys. mieszkańców (2021).
W tym mieście urodził się Piotr Ilicz Czajkowski i tutaj znajduje się muzeum poświęcone jego osobie.
W mieście rozwinął się przemysł maszynowy, uzbrojenia (Wotkinskij Zawod), środków transportu, drzewny oraz materiałów budowlanych.